# Exorista rusticoides
Exorista rusticoides là một loài ruồi trong họ Tachinidae.